# (445473) 2010 VZ98
(445473) 2010 VZ98 ist ein großes transneptunisches Objekt, das bahndynamisch als «extremes trans-Neptunisches Object» (ETNO) und nahes oder erweitertes Scattered Disc Object (SDO oder DO) eingestuft wird. Aufgrund seiner Größe ist der Asteroid ein Zwergplanetenkandidat.

## Entdeckung
2010 VZ98 wurde am 11. November 2010 von einem Astronomenteam bestehend aus David Lincoln Rabinowitz, Meg Schwamb und Suzanne Tourtellotte am La-Silla-Observatorium der Europäischen Südsternwarte (Chile) entdeckt. Die Entdeckung wurde am 31. August 2011 bekanntgegeben, der Planetoid erhielt später von der IAU die Kleinplanetennummer 445473.
Nach seiner Entdeckung ließ sich 2010 VZ98 auf Fotos bis zum 19. November 1998, die im Rahmen des Sloan-Digital-Sky-Survey-Programmes am Apache-Point-Observatorium (New Mexico) gemacht wurden, zurückgehend identifizieren und so seinen Beobachtungszeitraum um 12 Jahre verlängern, um so seine Umlaufbahn genauer zu berechnen. Seither wurde der Planetoid mit dem Herschel-Weltraumteleskop sowie erdbasierten Teleskopen beobachtet. Im April 2017 lagen insgesamt 184 Beobachtungen über einen Zeitraum von 17 Jahren vor. Die bisher letzte Beobachtung wurde im Oktober 2015 am Purple Mountain-Observatorium (Volksrepublik China) durchgeführt. (Stand 1. März 2019)

## Eigenschaften

### Umlaufbahn
2010 VZ98 umkreist die Sonne in 1841,63 Jahren auf einer hochgradig elliptischen Umlaufbahn zwischen 34,35 AE und 266,14 AE Abstand zu deren Zentrum. Die Bahnexzentrizität beträgt 0,771, die Bahn ist 4,51° gegenüber der Ekliptik geneigt. Derzeit ist der Planetoid 35,30 AE von der Sonne entfernt. Das Perihel durchläuft er das nächste Mal 2027, der letzte Periheldurchlauf dürfte also im Jahre 186 erfolgt sein.
2013 FS28 gehört zu einer kleinen Gruppe von Detached Objects, die Perihelia über 30 AE und große Halbachsen über 150 AE aufweisen. Solche Extreme Trans-Neptunian Objects (ETNO) können ohne ein bahnstörendes Objekt nicht auf solche Umlaufbahnen gelangen, was zu der Spekulation über einen neunten Planeten führte. Kleine Zahlenstatistiken ergaben, dass der Planetoid möglicherweise einer 3:2–Bahnresonanz mit diesem hypothetischen Planeten stehen könnte, der die Sonne in 195 bis 215 AE Entfernung umlaufen soll.
Sowohl Marc Buie (DES) als auch das Minor Planet Center klassifizieren den Planetoiden als SDO; letzteres führt ihn auch allgemein als «Distant Object» auf. Das Johnston’s Archive ordnet es dagegen als erweitertes SDO (ESDO bzw. DO) ein.

### Größe und Rotation
Derzeit wird von einem Durchmesser von etwa 457 km ausgegangen, basierend auf einem Rückstrahlvermögen von 6 % und einer absoluten Helligkeit von 5,4 m. Ausgehend von einem Durchmesser von 457 km ergibt sich eine Gesamtoberfläche von etwa 656.000 km2. Die scheinbare Helligkeit von 2010 VZ98 beträgt 20,71 m.
Da anzunehmen ist, dass sich 2010 VZ98 aufgrund seiner Größe im hydrostatischen Gleichgewicht befindet und somit weitgehend rund sein muss, sollte er die Kriterien für eine Einstufung als Zwergplanet erfüllen. Mike Brown geht davon aus, dass es sich bei 2010 VZ98 um möglicherweise einen Zwergplaneten handelt.
Anhand von Lichtkurvenbeobachtungen, die durch Mitglieder des Carnegie Institution for Science am Las-Campanas-Observatorium durchgeführt wurden, rotiert 2010 VZ98 in 9 Stunden und 43,2 Minuten einmal um seine Achse. Daraus ergibt sich, dass er in einem 2010 VZ98-Jahr 1.660.881 Eigendrehungen („Tage“) vollführt. Die Helligkeitsvariationen betrugen dabei 0,18 m. Dies ist allerdings noch mit einigen Unsicherheiten behaftet, da die damalige Beobachtungszeit nicht ausreichte.
| Jahr                                         | Abmessungen km | Quelle              |
| -------------------------------------------- | -------------- | ------------------- |
| 2016                                         | 401,33         | LightCurve DataBase |
| 2018                                         | 486,0          | Johnston            |
| 2018                                         | 457,0          | Brown               |
| Die präziseste Bestimmung ist fett markiert. |                |                     |